# Tachibana no Naramaro
Tachibana no Naramaro (橘奈良麻呂, , 721 - 757)  foi  membro da Corte no período Nara da história do Japão.  .  Foi o líder de uma conspiração para substituir Fujiwara no Nakamaro e derrubar a Imperatriz Koken 

## Vida
Naramaro foi filho do Sadaijin Tachibana no Moroe e o segundo líder do Clã Tachibana

## Carreira
Em 741 Naramaro é nomeado  Shōgoi-jō (正五位上 , oficial de quinto escalão senior) com o cargo de Daigaku-no-kami
Em 749 o imperador Shōmu se aposenta e a Imperatriz Koken ascende ao Trono do Crisântemo e Naramaro é nomeado Sangi .

## Conspiração
Um mês depois de Naramaro estar no Daijō-kan fica extremamente insatisfeito com o monopólio do poder de Nakamaro e junto com um grupo que incluía Ōtomo no Komaro e Ono no Azumabito começa a tramar a eliminação de Nakamaro realizando reuniões e secretamente recrutando apoiadores. Mas o movimento foi denunciado, Fujiwara no Otosada informou a Nakamaro que  Naramaro e seu grupo se preparavam para pegar em armas .
Em 26 de julho de 757 , Kamitsumichi no Hitatsu denuncia que Ono no Azumabito aproximou-se dele para pedir que participasse da conspiração de Naramaro, a seguir Azumabito foi preso e interrogado. Torturado por espancamento, Azumabito confessa tudo. O plano era Naramaro levantar as tropas e matar Nakamaro e fazer com que o príncipe herdeiro renunciasse. Após roubar o selo imperial e controlar o serviço de mensageiros imperiais, eles deixariam Fujiwara no Toyonari à frente do país, obrigando o imperador a renunciar e escolher um príncipe mais favoráveis aos seus pontos de vista como o novo imperador. Os candidatos a este propósito eram: o Príncipe Funado, o Príncipe Kibumi, o Príncipe Asukabe  ou Príncipe Shioyaki .
Os conspiradores incriminados por Azumabito como Naramaro, o Príncipe Funado, o Príncipe Kibumi, Tajihi no Kōshikai e Kamo no Tsunotari foram presos no início do ano seguinte. Interrogado por Fujiwara no Nagate, Naramaro disse que se revoltou contra um governo injusto, que planejara levantar as tropas e fazer uma petição. Quando Nagate perguntou por que o governo era injusto, Naramaro respondeu que o governo construía templos como o Tōdai-ji enquanto o povo sofria. Nagate respondeu que o Tōdai-ji foi construído na época de  Moroe o próprio pai de Naramaro. De acordo com a confissão de Saeki no Matanari , Naramaro começa a preparar uma rebelião quando o Imperador Shōmu realiza uma visita imperial a Namba  em 745 e convidou Matanari  a participar nesse momento. Após o interrogatório, Matanari comete suicídio  .
Os implicados na conspiração, incluindo Naramaro, o Príncipe Funado, o Príncipe Kibumi, Komaro,  Azumabito e Kōshikai, foram impiedosamente espancados com bastões por todo o corpo, sob a supervisão de um grupo que incluía Nagate, Kudara no Konikishi e o Príncipe Fune. Após horas desta tortura, as vítimas morreram na prisão  .
Ironicamente, após a morte de Naramaro, seu filho Kiyotomo nasceu, e a filha de deste Kachiko deu ao Imperador Saga o futuro imperador Ninmyō . Enquanto isso, o adversário de Naramaro,  Nakamaro se rebelou e foi derrotado. Em 847, no reinado de Ninmyō, foi postumamente concedido a Naramaro o título  Shō ichii (正一位, oficial de primeiro escalão sênior) e o cargo de Daijō Daijin que eram de seu velho inimigo  .